# 三穗薹草
三穗薹草（学名：Carex tristachya）是莎草科薹草属的植物。分布于朝鲜、日本以及中国大陆的江苏、湖南、安徽、海南、浙江等地，生长于海拔600米的地区，多生在山坡路边和林下潮湿处。

## 变种
- 合鳞薹草（学名：Carex tristachya var. pocilliformis）为莎草科薹草属三穗薹草的变种。分布于朝鲜、台湾岛、日本以及中国大陆的浙江、广东、江西、四川、湖南、安徽、江苏、广西、福建等地，生长于海拔300米至1,100米的地区，一般生于林下、山坡草地及田边潮湿处。